# フロケ理論
数学のフロケ理論（フロケりろん、英: Floquet theory）とは、次の形の線型微分方程式の解のクラスに関する常微分方程式理論の一分野である。
{\displaystyle {\dot {x}}=A(t)x,\,}
ここで {\displaystyle \displaystyle A(t)} は区分的連続な周期 {\displaystyle T} の周期関数である。
フロケ理論における主定理であるフロケの定理（Floquet's theorem）は、Gaston Floquet (1883) によるもので、この共通の線型系の各基本解行列に対する標準形を与えるものである。それはまた、{\displaystyle \displaystyle Q(t+2T)=Q(t)} を満たすような座標変換 {\displaystyle \displaystyle y=Q^{-1}(t)x} を与え、これは周期系を典型的な実係数の線型系へと変換する。
固体物理学において、（3次元へと一般化された）同様の結果はブロッホの定理として知られている。
線型微分方程式の解はベクトル空間を構成することに注意されたい。ある行列 {\displaystyle \phi \,(t)} が基本解行列（fundamental matrix solution）であるとは、その全ての列が線型独立な解であることを言う。ある行列 {\displaystyle \Phi (t)} が主基本解行列（principal fundamental matrix solution）であるとは、その全ての列が線型独立な解で、{\displaystyle \Phi (t_{0})} が単位行列となるようなある {\displaystyle t_{0}} が存在することを言う。主基本行列は、{\displaystyle \Phi (t)=\phi \,(t){\phi \,}^{-1}(t_{0})} を使うことで基本行列から構成することが出来る。初期条件が {\displaystyle x(0)=x_{0}} であるような線型微分方程式の解は、{\displaystyle x(t)=\phi \,(t){\phi \,}^{-1}(0)x_{0}} である。ここで {\displaystyle \phi \,(t)} は任意の基本行列である。

## フロケの定理
{\displaystyle {\dot {x}}=A(t)x} を一階の線型微分方程式とし、{\displaystyle x(t)} は長さ {\displaystyle n} の列ベクトルとし、{\displaystyle A(t)} は周期 {\displaystyle T} の {\displaystyle n\times n} 周期行列とする（すなわち、すべての実数値 {\displaystyle t} に対して {\displaystyle A(t+T)=A(t)} が成立する）。{\displaystyle \phi \,(t)} をこの微分方程式のある基本解行列とする。このとき、全ての {\displaystyle t\in \mathbb {R} } に対して
{\displaystyle \phi (t+T)=\phi (t)\phi ^{-1}(0)\phi (T)\ }
が成立する。ここで
{\displaystyle \phi ^{-1}(0)\phi (T)\ }
はモノドロミー行列として知られるものである。さらに（複素数値でもあり得る）各行列 {\displaystyle B} で
{\displaystyle e^{TB}=\phi ^{-1}(0)\phi (T),\ }
を満たすようなものに対し、周期 {\displaystyle T} の周期行列関数 {\displaystyle t\mapsto P(t)} で
{\displaystyle \phi (t)=P(t)e^{tB}{\text{ for all }}t\in \mathbb {R} \ }
を満たすようなものが存在する。また、ある実行列 {\displaystyle R} と実周期（{\displaystyle 2T}-周期）行列函数 {\displaystyle t\mapsto Q(t)} で
{\displaystyle \phi (t)=Q(t)e^{tR}{\text{ for all }}t\in \mathbb {R} \ }
を満たすようなものが存在する。以上の議論において、{\displaystyle B}、{\displaystyle P}、{\displaystyle Q} および {\displaystyle R} は {\displaystyle n\times n} 行列である。

## 結論と応用
写像 {\displaystyle \phi \,(t)=Q(t)e^{tR}} は時間依存の座標変換（{\displaystyle y=Q^{-1}(t)x}）を導き、その変換の下で元の方程式系は実定数を係数とする線型系 {\displaystyle {\dot {y}}=Ry} になる。{\displaystyle Q(t)} は連続かつ周期的であるため、有界である。したがって {\displaystyle y(t)} および {\displaystyle x(t)} に対するゼロ解の安定性は {\displaystyle R} の固有値によって決定される。
表現 {\displaystyle \phi \,(t)=P(t)e^{tB}} は、基本行列 {\displaystyle \phi \,(t)} に対する「フロケ正規形（Floquet normal form）」と呼ばれる。
{\displaystyle e^{TB}} の固有値は、その方程式系の特性乗数と呼ばれる。それらはまた（線型の）ポアンカレ写像 {\displaystyle x(t)\to x(t+T)} の固有値でもある。フロケ指数（Floquet exponent、しばしば特性指数とも呼ばれる）とは、{\displaystyle e^{\mu T}} がその方程式系の特性乗数となるような複素数 {\displaystyle \mu } のことを言う。ここで、整数 {\displaystyle k} に対して {\displaystyle e^{(\mu +{\frac {2\pi ik}{T}})T}=e^{\mu T}} が成立することより、フロケ指数は一意的ではないことに注意されたい。フロケ指数の実部は、リアプノフ指数（Lyapunov exponents）と呼ばれる。すべてのリアプノフ指数が負であればゼロ解は漸近安定となり、非正であればリアプノフ安定となり、それ以外の場合では不安定となる。
- フロケ理論は力学系の研究において非常に重要となる。
- フロケ理論は、周期的な重力場における調和振動子として月の運動を近似するヒルの方程式およびその一般化であるヒル微分方程式（これらはジョージ・ウィリアム・ヒルによって考えられた）において、安定性を示すものである。
- 強レーザー場におけるボンドソフト化（英語版）およびボンドハード化（英語版）は、フロケの定理により得られる解によって表現される。

## フロケの定理のマシュー方程式への応用
マシュー方程式とは、楕円柱に対する波動方程式に関連するものである。
与えられた {\displaystyle a\in \mathbb {R} ,q\in \mathbb {C} } に対するマシュー方程式とは、次のようなものである。
{\displaystyle {\frac {d^{2}y}{dw^{2}}}+(a-2q\cos 2w)y=0.}
マシュー方程式は、周期係数を持つ二階の線型微分方程式である。
マシュー函数に関する最も有用な結果は、フロケの定理 [1, 2] である。その定理によれば、任意のペア (a, q) に対するマシュー方程式の解は次の形式で表現される。
{\displaystyle y(w)=F_{\nu }(w)=e^{iw\nu }P(w)\,}
または
{\displaystyle y(w)=F_{\nu }(-w)=e^{-iw\nu }P(-w).\,}
ここで {\displaystyle \nu } は a および q に依存する定数であり、P(.) は w について {\displaystyle \pi }-周期的である。
この定数 {\displaystyle \nu } は特性指数（characteristic exponent）と呼ばれる。
{\displaystyle \nu } が整数であるなら、{\displaystyle F_{\nu }(w)} および {\displaystyle F_{\nu }(-w)} は線型独立な解である。さらに、
{\displaystyle y(w+k\pi )=e^{i\nu k\pi }y(w){\text{ or }}y(w+k\pi )=e^{-i\nu k\pi }y(w),\,}
がそれぞれ解 {\displaystyle F_{\nu }(w)} or {\displaystyle F_{\nu }(-w)} に対して成立する。
ペア (a, q) は {\displaystyle |\cosh(i\nu \pi )|<1} を満たすようなもので、したがって解 {\displaystyle y(w)} は実軸上で有界であるものと仮定する。マシュー方程式の一般解は、（{\displaystyle q\in \mathbb {R} } および {\displaystyle \nu } は非整数）次のような形式で記述される。
{\displaystyle y(w)=c_{1}e^{iw\nu }P(w)+c_{2}e^{-iw\nu }P(-w),\,}
ここで {\displaystyle c_{1}} および {\displaystyle c_{2}} は任意定数である。
分数次あるいは整数次のすべての有界な解は、振動数が増加するにつれて振幅が減少するような調和振動の無限級数として表現される。
マシュー方程式の、他の非常に重要な性質として、直交性（orthogonality）が挙げられる [3]：
{\displaystyle a(\nu +2p,q)} および {\displaystyle a(\nu +2s,q)} が
{\displaystyle \cos(\pi \nu )-y(\pi =0)=0,\,}
の単根であるなら、
{\displaystyle \int _{0}^{\pi }F_{\nu +2p}(w)F_{\nu +2s}(-w)\,dw=0,\qquad p\neq s,}
が成立する。すなわち、
{\displaystyle \langle F_{\nu +2p}(w),F_{\nu +2s}(w)\rangle =0,\qquad p\neq s,}
が成立する。ここで <·,·> は 0 から π に対して定義される内積である。